# Next to Me (single van Ilse DeLange)
Next to me is de eerste hitsingle van het gelijknamige album van de Nederlandse zangeres Ilse DeLange. Het is de opvolger van We're alright.
Op 2 oktober 2011 won het nummer een Edison in de categorie Beste Song, gekozen door het publiek.

## Hitnotering

### Nederlandse Top 40
| Hitnotering: 31-07-2010 t/m 23-10-2010 | Hitnotering: 31-07-2010 t/m 23-10-2010 | Hitnotering: 31-07-2010 t/m 23-10-2010 | Hitnotering: 31-07-2010 t/m 23-10-2010 | Hitnotering: 31-07-2010 t/m 23-10-2010 | Hitnotering: 31-07-2010 t/m 23-10-2010 | Hitnotering: 31-07-2010 t/m 23-10-2010 | Hitnotering: 31-07-2010 t/m 23-10-2010 | Hitnotering: 31-07-2010 t/m 23-10-2010 | Hitnotering: 31-07-2010 t/m 23-10-2010 | Hitnotering: 31-07-2010 t/m 23-10-2010 | Hitnotering: 31-07-2010 t/m 23-10-2010 | Hitnotering: 31-07-2010 t/m 23-10-2010 | Hitnotering: 31-07-2010 t/m 23-10-2010 | Hitnotering: 31-07-2010 t/m 23-10-2010 |
| Week                                   | 1                                      | 2                                      | 3                                      | 4                                      | 5                                      | 6                                      | 7                                      | 8                                      | 9                                      | 10                                     | 11                                     | 12                                     | 13                                     |                                        |
| -------------------------------------- | -------------------------------------- | -------------------------------------- | -------------------------------------- | -------------------------------------- | -------------------------------------- | -------------------------------------- | -------------------------------------- | -------------------------------------- | -------------------------------------- | -------------------------------------- | -------------------------------------- | -------------------------------------- | -------------------------------------- | -------------------------------------- |
| Positie                                | 27                                     | 13                                     | 9                                      | 9                                      | 10                                     | 14                                     | 15                                     | 13                                     | 12                                     | 14                                     | 18                                     | 32                                     | 38                                     | uit                                    |

### NederlandseSingle Top 100
| Hitnotering: 31-07-2010 t/m 30-10-2010 | Hitnotering: 31-07-2010 t/m 30-10-2010 | Hitnotering: 31-07-2010 t/m 30-10-2010 | Hitnotering: 31-07-2010 t/m 30-10-2010 | Hitnotering: 31-07-2010 t/m 30-10-2010 | Hitnotering: 31-07-2010 t/m 30-10-2010 | Hitnotering: 31-07-2010 t/m 30-10-2010 | Hitnotering: 31-07-2010 t/m 30-10-2010 | Hitnotering: 31-07-2010 t/m 30-10-2010 | Hitnotering: 31-07-2010 t/m 30-10-2010 | Hitnotering: 31-07-2010 t/m 30-10-2010 | Hitnotering: 31-07-2010 t/m 30-10-2010 | Hitnotering: 31-07-2010 t/m 30-10-2010 | Hitnotering: 31-07-2010 t/m 30-10-2010 | Hitnotering: 31-07-2010 t/m 30-10-2010 | Hitnotering: 31-07-2010 t/m 30-10-2010 |
| Week                                   | 1                                      | 2                                      | 3                                      | 4                                      | 5                                      | 6                                      | 7                                      | 8                                      | 9                                      | 10                                     | 11                                     | 12                                     | 13                                     | 14                                     |                                        |
| -------------------------------------- | -------------------------------------- | -------------------------------------- | -------------------------------------- | -------------------------------------- | -------------------------------------- | -------------------------------------- | -------------------------------------- | -------------------------------------- | -------------------------------------- | -------------------------------------- | -------------------------------------- | -------------------------------------- | -------------------------------------- | -------------------------------------- | -------------------------------------- |
| Positie                                | 4                                      | 7                                      | 22                                     | 25                                     | 36                                     | 16                                     | 23                                     | 41                                     | 33                                     | 43                                     | 57                                     | 49                                     | 54                                     | 80                                     | uit                                    |

### NPO Radio 2 Top 2000
| Nummer met noteringen in de NPO Radio 2 Top 2000 | '11  | '12  | '13  | '14  |
| ------------------------------------------------ | ---- | ---- | ---- | ---- |
| Next to Me                                       | 1346 | 1379 | 1522 | 1670 |

1. ↑  Een vetgedrukt getal geeft de hoogste notering aan.
2. ↑  2011 was het eerste jaar met een notering voor dit nummer.
3. ↑  Deze tabel is bijgewerkt tot en met de laatste editie (2024).